# Okhtyrka
Okhtyrka (tiếng Ukraina: Охтирка, tiếng Nga: Ахтырка, Akhtyrka) là một thành phố nằm trong tỉnh Sumi của Ukraina. Thành phố nằm gần sông Vorskla, cách tuyến đường sắt Kiev-Kharkiv 7 dặm (11 km) Okhtyrka có diện tích 30 km2, dân số theo điều tra vào năm 2001 là 50.400 người. Đây là thành phố lớn thứ tại Ukraina. Thành phố có căn cứ không quân Akhtyrka.